# USS Benfold (DDG-65)

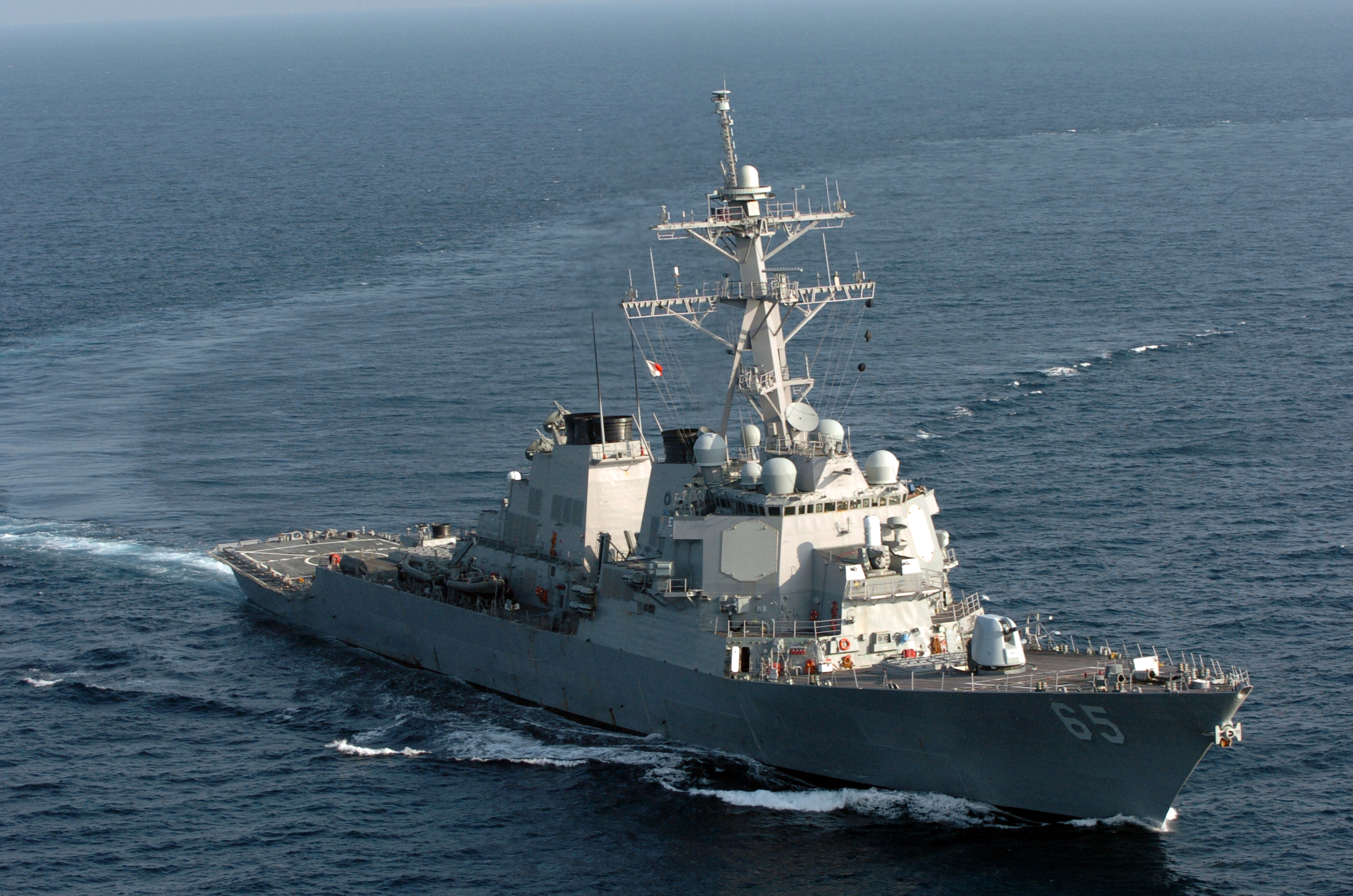
O Benfold navegando pelo Mar de Andamão.

O USS Benfold é um destroyer da classe Arleigh Burke pertencente a Marinha de Guerra dos Estados Unidos.